# Lusitanien

Provinsen Lusitanien i det romerska riket cirka 120 e.Kr.

Provinser i Hispania 27 f.Kr.

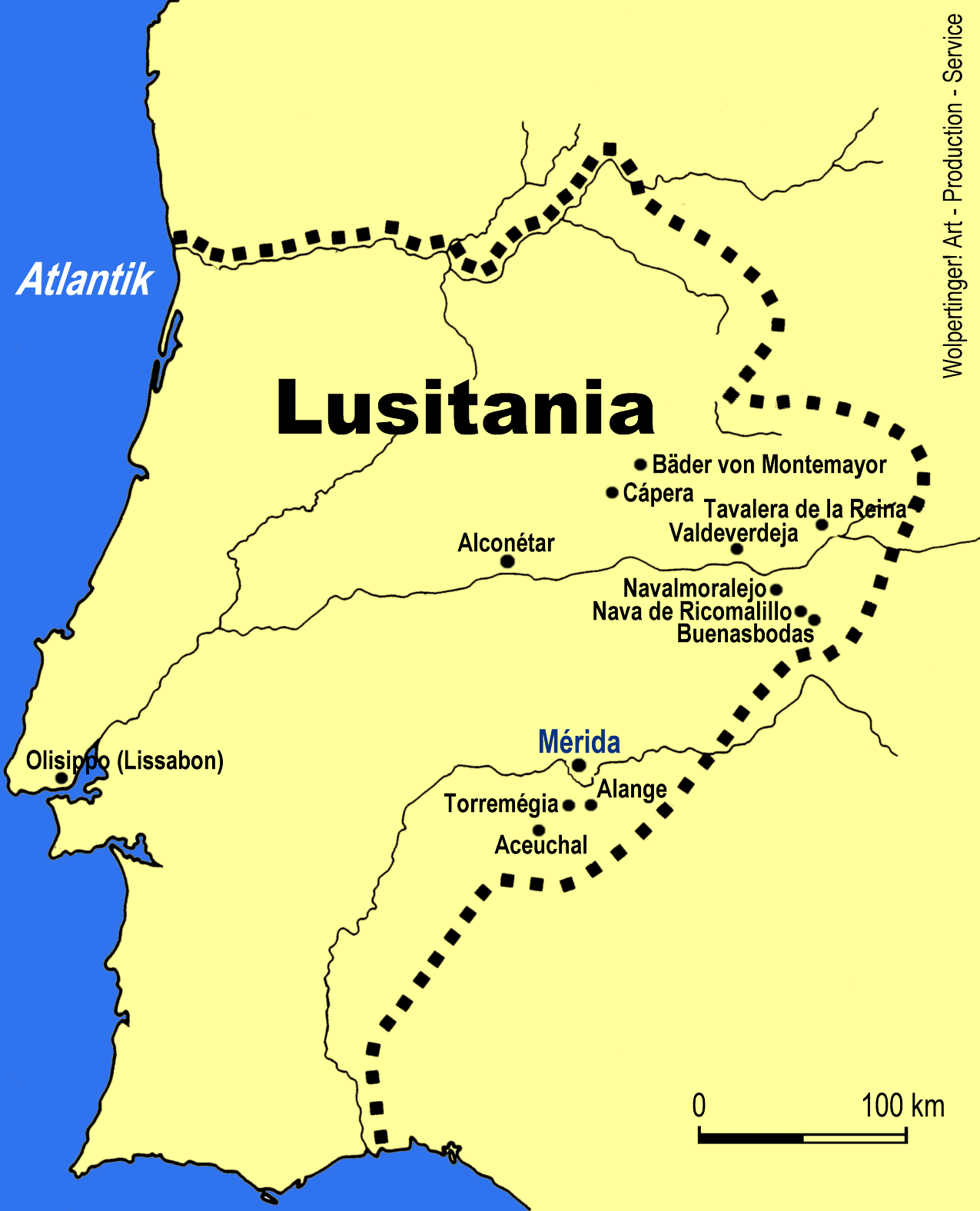
Karta över Lusitanien

Lusitanien, Hispania Lusitania, var en provins i romerska riket, med Emerita Augusta, dagens Mérida, som huvudstad.
Lusitanien fick sitt namn efter folkgruppen lusitaner och motsvarade ungefärligen dagens Portugal samt Extremadura och en del av Salamanca i dagens Spanien.
Lusitanien var en romersk provins från 29 f.Kr. fram till 411 e.Kr. då alanerna tog över.

## Städer i Lusitanien
De viktigaste städerna var:
| Romerska namn   | Moderna namn     |
| Emerita Augusta | Mérida           |
| Pax Julia       | Beja             |
| Balsa           | Luz de Tavira    |
| Ossonoba        | Faro             |
| Olissipo        | Lissabon         |
| Salacia         | Alcácer do Sal   |
| Talabriga       | Águeda           |
| Ebora           | Évora            |
| Caetobriga      | Setúbal          |
| Aeminium        | Coimbra          |
| Conimbriga      | Condeixa-a-Velha |
| Collippo        | Leiria           |
| Scallabis       | Santarém         |
| Sellium         | Tomar            |